# 芬恩·弗洛赖因
芬恩·弗洛赖因（荷蘭語：Finn Florijn，1999年11月29日—），荷兰男子赛艇运动员，2023年世界赛艇锦标赛男子四人双桨金牌得主、2024年夏季奥林匹克运动会男子四人双桨金牌得主。